# Hans von Aachen
Hans von Aachen (Colônia, 1552 — Praga, 4 de março de 1615) foi um pintor alemão maneirista. Pintou cenas religiosas e mitológicas. Os seus retratos são considerados pelos críticos de arte como os melhores do maneirismo alemão.

## Biografia

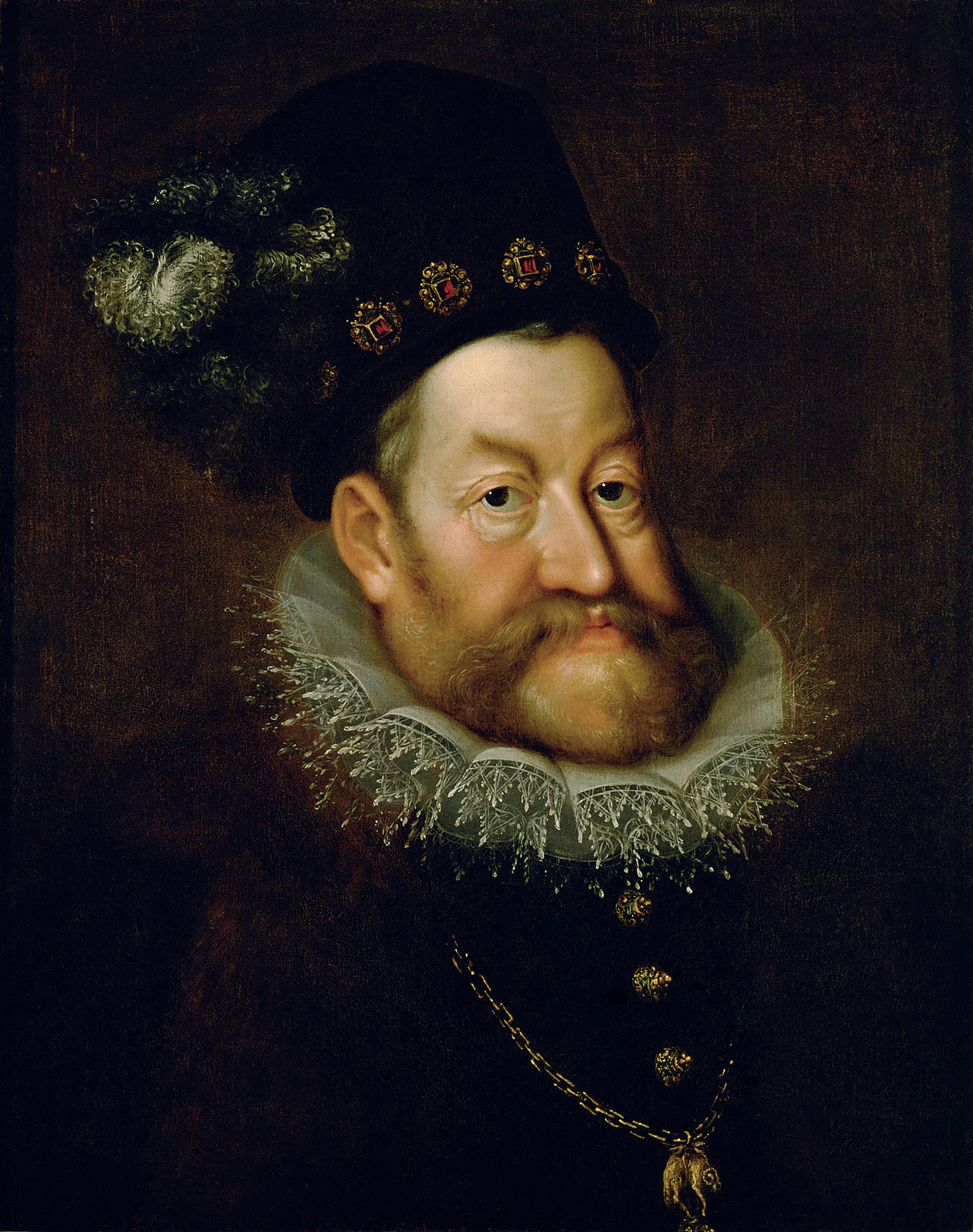
Retrato do Imperador Rodolfo II, c. 1607

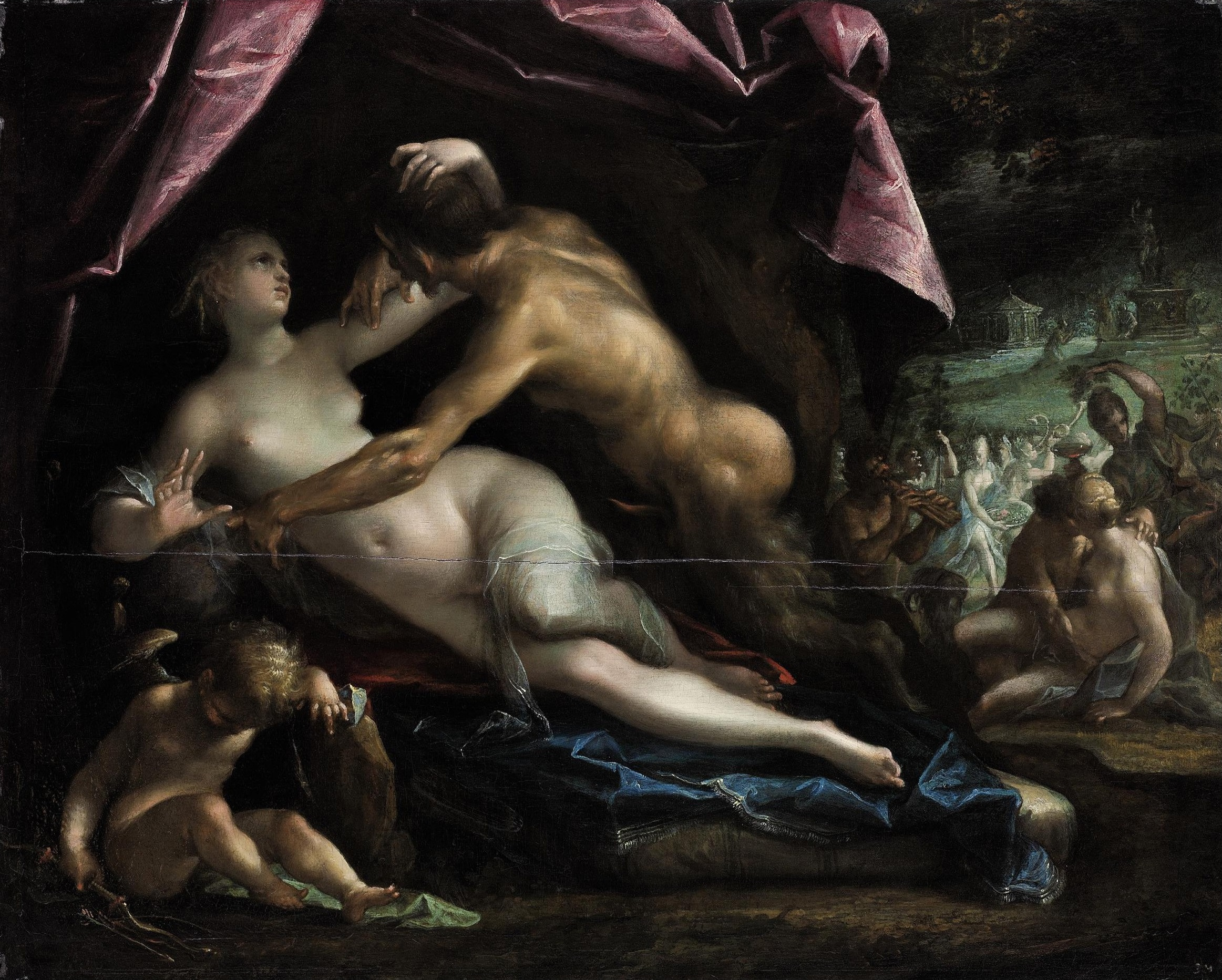
Pan e Selene, 1600-1605

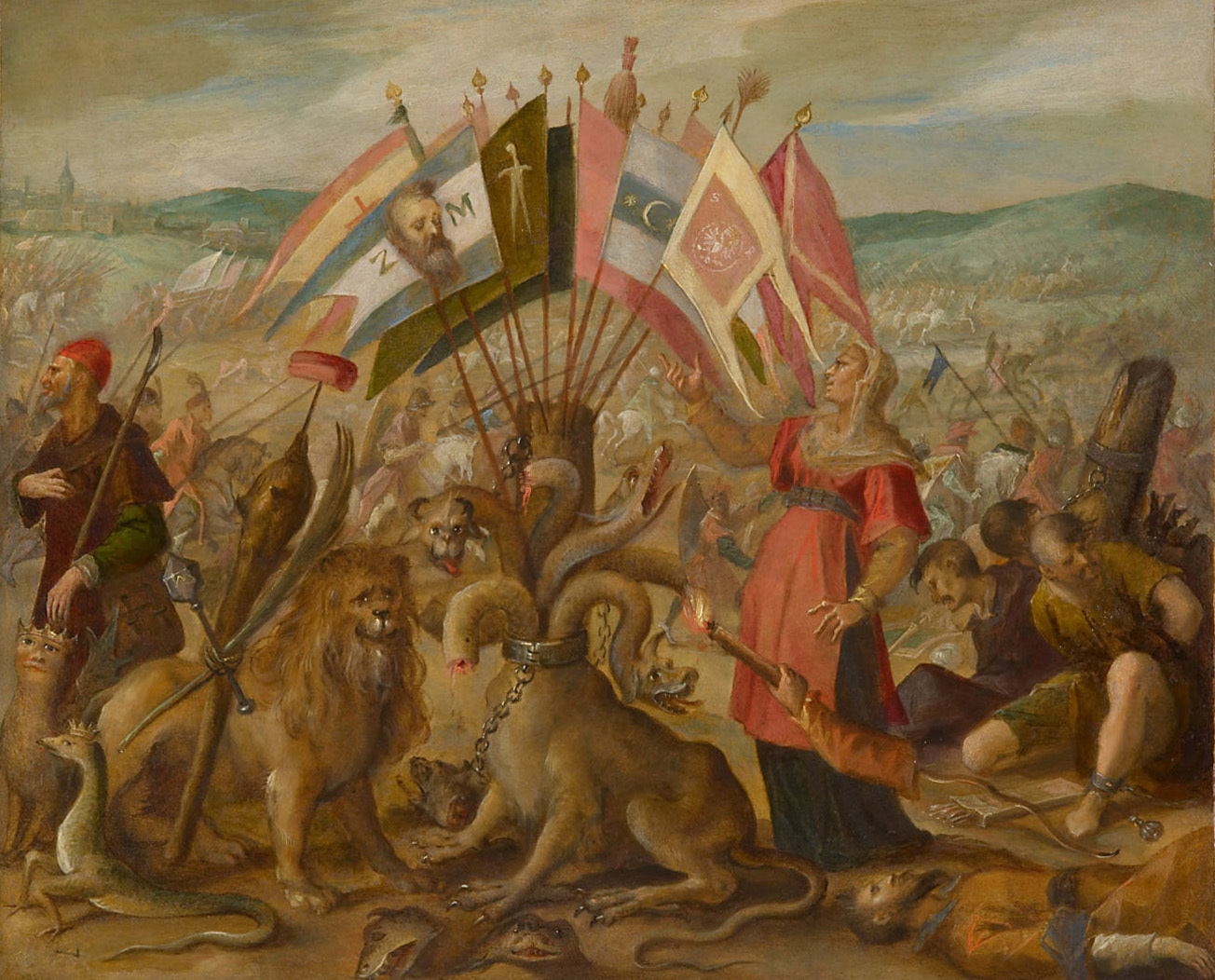
Alegoria da guerra turca, a Batalha de Kronstadt, 1603-1604

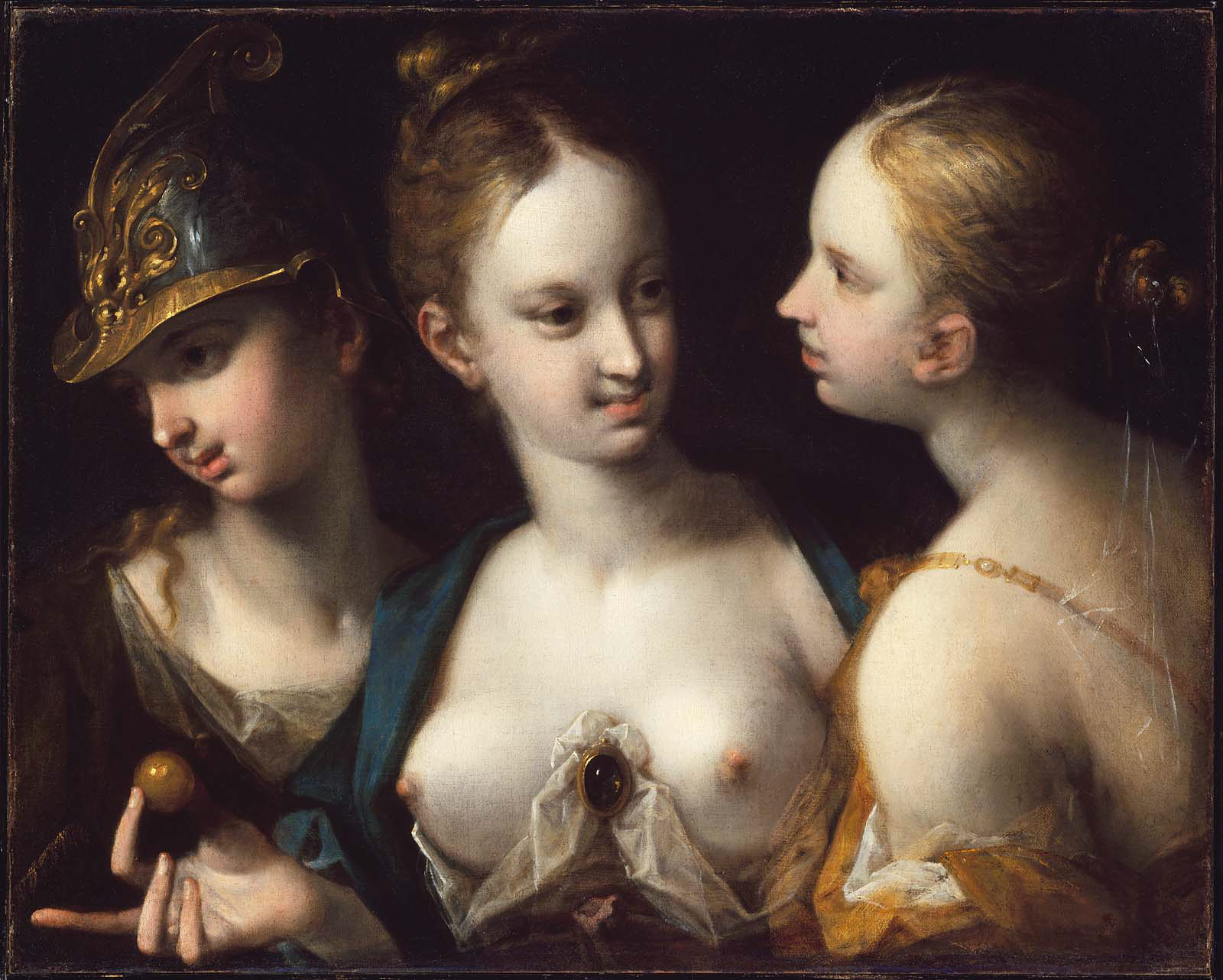
Atena, Vênus e Juno

Seu nome deriva do local de nascimento de seu pai, Aachen, Alemanha. Outras variações do nome incluem Johann von, von Achen e várias concições como Janachen, Fanachen, Abak, Jean Dac, Aquano, van Aken, etc.
Hans von Aachen começou a pintar como um aprendiz de Jerrigh. Ele se mudou para a Itália em 1574 para um estudo mais profundo. Hans viajou por Roma e Florença, acabando por ficar em Veneza. Inicialmente se tornou aprendiz de Kaspar Rems, mas logo depois decidiu desenvolver suas técnicas maneiristas por si próprio, estudando as obras de Tintoretto e Michelangelo. Durante toda a sua vida, contudo, foi muito influenciado pelo estilo de Bartholomeus Spranger e Hendrick Goltzius, que dominavam o cenário artístico da época na Alemanha.
Hans voltou a Alemanha em 1588 e lá ganhou renome como um pintor de retratos de famílias nobres. Entre seus trabalhos há diversos quadros para o Duque da Baviera Guilherme V. Em Munique ele se casou com Regina, filha do compositor Orlando di Lasso. Em Munique acabou entrando em contato com a Corte Imperial na Praga. Em 1592 ele foi designado o pintor oficial do imperador Rodolfo II da Germânia.
Seus aprendizes foram Peter Isaak e Joseph Heinz.